# Club Atlético Villa San Carlos
Il Club Atlético Villa San Carlos, noto semplicemente come Villa San Carlos, è una società calcistica argentina con sede nella città di Berisso, nella provincia di Buenos Aires. Milita nella Primera B Metropolitana, la terza serie del calcio argentino.

## Palmarès

### Competizioni nazionali
- Primera D: 2

1992-1993, 2001-2002
- Primera C Metropolitana: 1

2008-2009
- Primera B Metropolitana: 1

2012-2013